# فرنسيس هوغو
فرنسيس هوغو (بالإنجليزية: Francis John Bennett Marks Hugo)‏ هو محامي وسياسي أمريكي، ولد في 5 مارس 1870 في كينغستون في كندا، وتوفي في 30 ديسمبر 1930 في مانهاتن في الولايات المتحدة. حزبياً، نشط في الحزب الجمهوري.